# Kreuznacher Kleinbahnen

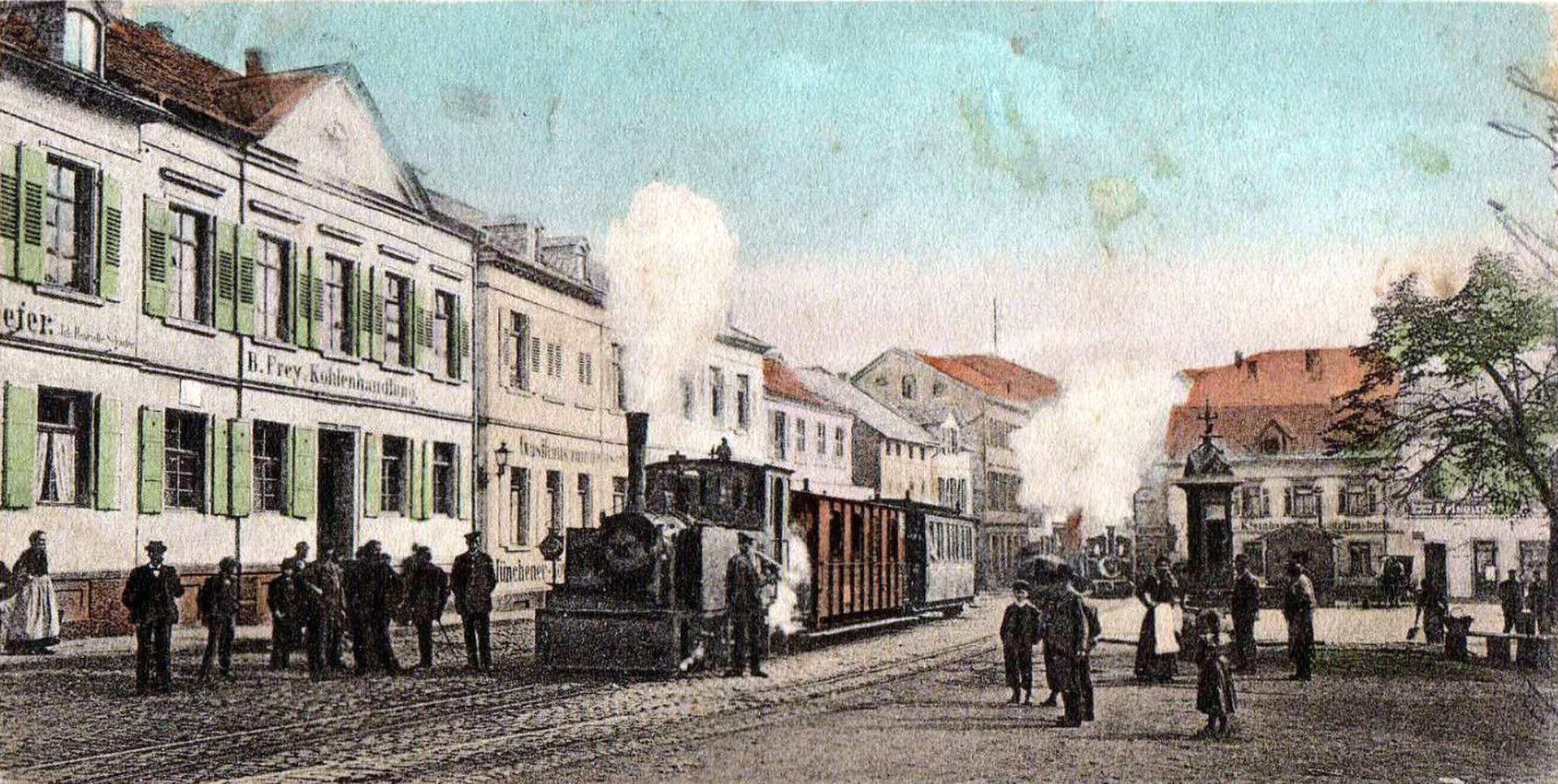
Holzmarkt mit Kleinbahn 1906

Die Kreuznacher Kleinbahnen erschlossen vierzig Jahre lang vom Nahetal aus mit zwei Strecken das Vorland des Hunsrücks.

## Planung und Bau
Planung und Bau der Kreis Kreuznacher Kleinbahnen erfolgten durch den Landkreis Bad Kreuznach. Damit sollte der Soonwald besser erschlossen werden. Aus Kostengründen wurde dabei eine Spurweite von 750 mm gewählt, also eine Schmalspurbahn errichtet. Die maximale Steigung betrug 14 ‰. Die Baugenehmigung erteilte die Regierung Koblenz am 1. oder 10. Mai 1895. Zwei Strecken wurden, ausgehend von der Kurstadt Bad Kreuznach, errichtet:
- die Bahnstrecke Bad Kreuznach–Winterburg (20,5 km) und
- die Bahnstrecke Bad Kreuznach–Wallhausen (8,9 km)

Die Konzession lief bis in den Juni 1953. Die Baukosten bis zur Eröffnung beliefen sich auf eine Million Mark. Sie wurden über ein Darlehen in Höhe von 1,46 Mio. Mark der Rheinprovinz aufgebracht. Darlehensnehmer waren der Kreis und die Anliegergemeinden. Beim Bau der Eisenbahninfrastruktur wurde sehr gespart, so dass bereits kurz nach Aufnahme des Betriebs erhebliche Kosten für den Unterhalt der Bahnanlagen anfielen. In Bad Kreuznach lagen die Gleise ähnlich denen der Straßenbahn Bad Kreuznach, mit denen sie sich kreuzten, im Straßenplanum. Die zentrale Werkstatt befand sich am Kleinbahnhof in Bad Kreuznach in der Hermannstraße.

Die Strecke nach Winterburg wurde am 3. August 1896 eröffnet, die Strecke nach Wallhausen am 15. August 1896. Da aus Kostengründen anfangs selbst die Verladeanlagen für den Güterverkehr nicht gebaut worden waren, konnte der erst am 7. September 1896 aufgenommen werden. Die Strecken waren von Anfang an mit Telefon ausgestattet. Es gab drei Telefonlinien die jeweils als Gemeinschaftsanschluss betrieben wurden und alle vom Kleinbahnhof in Bad Kreuznach ausgingen: Nach Winterburg, Wallhausen und zum Staatsbahnhof (ab 1908: Güterbahnhof).

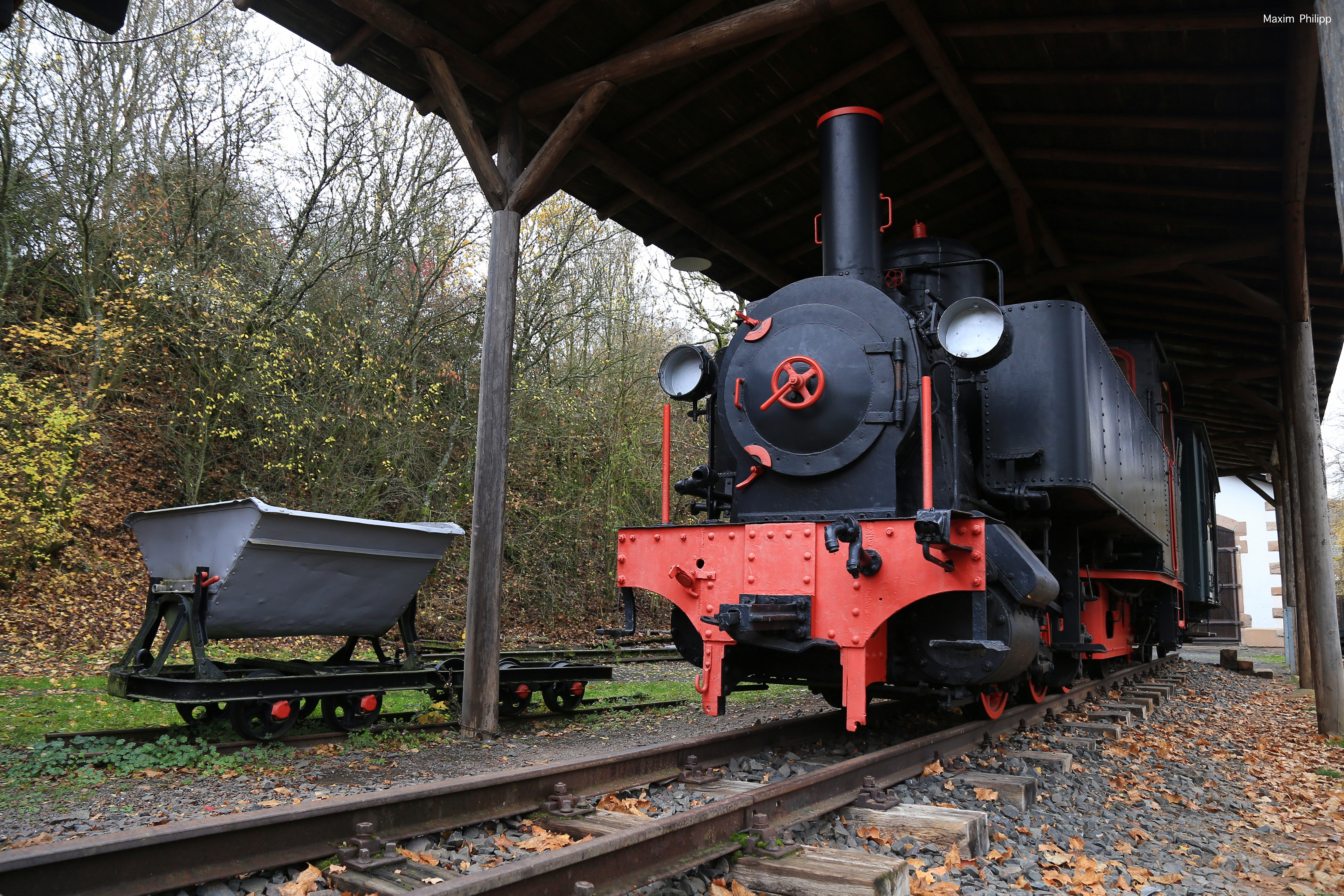
Lok 1 (II) der Kreuznacher Kleinbahnen (November 2020)

Weitere Anlagen wurden erst nachträglich ergänzt. So ging in Bad Kreuznach eine Verlängerung der Strecke bis zum Holzmarkt am 1. Mai 1897 und von dort bis zum Stadtbahnhof (nach 1908: Güterbahnhof) wohl Anfang 1898 in Betrieb. 1902 wurde eine nur im Güterverkehr betriebene, 2,5 km lange Anschlussstrecke vom Haltepunkt Daubacher Brücke zu den Tongruben bei Allenfeld eröffnet. Wann die Verzweigung an der Lohrer-Mühle zu einem Gleisdreieck umgebaut wurde, ist nicht mehr bekannt, jedenfalls vor dem Ende des Jahres 1899. Auch das dortige Stellwerk wurde erst nachträglich, auf Drängen der Eisenbahn-Aufsichtsbehörde, der Eisenbahndirektion Mainz, errichtet.

## Betrieb
Auf den Strecken, die innerhalb von Bad Kreuznach auf öffentlichen Straßen verliefen war die Höchstgeschwindigkeit auf 5 km/h begrenzt. Zudem musste dem Zug noch ein Mann mit einer Glocke vorauslaufen. Diese Auflage wurde erst 1922 aufgehoben. Auf den Strecken außerhalb der Stadt war eine Höchstgeschwindigkeit von 25 km/h vorgeschrieben.

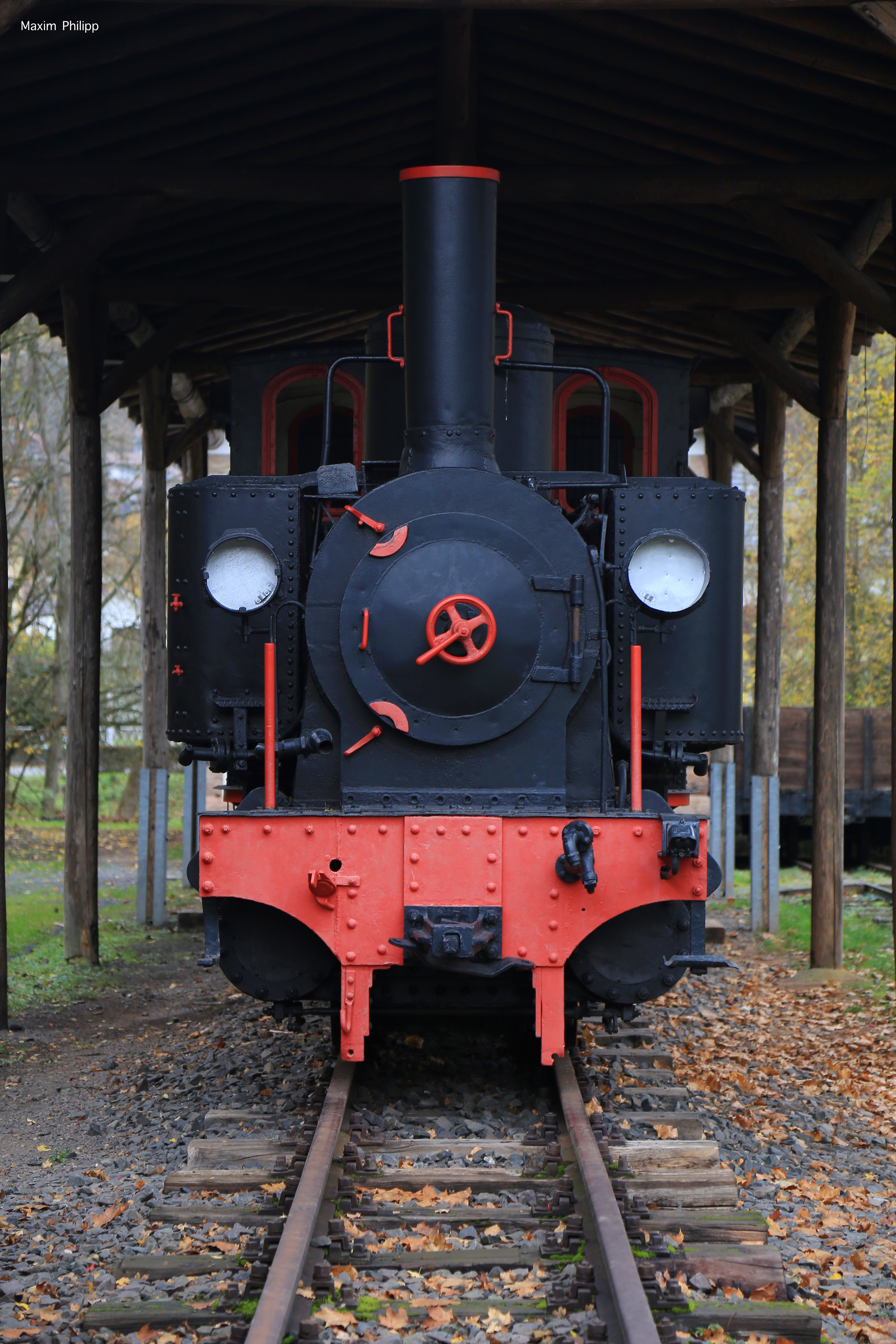
Frontansicht der Lok 1 (II)

Eigene Empfangsgebäude besaß die Bahn nicht. An einigen Stationen gab es Güterschuppen und Toilettenhäuschen. Fahrkarten wurden in Wirtshäusern verkauft, die den Stationen benachbart lagen.
1908 hatte die Bahn 29 Mitarbeiter, 1928 waren es 34.

### Personenverkehr
Die Personenzüge ins Hunsrückvorland begannen in Bad Kreuznach anfangs am Haltepunkt Neumorgen (Kleinbahnhof), seit dem 1. Mai 1897 am Holzmarkt. Vom 9. Mai 1898 bis in die 1920er Jahre gab es auch Personenverkehr vom Holzmarkt zum (alten) Staatsbahnhof. Die Fahrzeit von Bad Kreuznach nach Winterburg betrug etwa eine Stunde, nach Wallhausen etwa 30 Minuten. Die Züge boten anfangs die 2. und 3. Klasse, einige Züge zusätzlich noch die 4. Klasse. Die Nutzung der Bahn im Personenverkehr sank im langjährigen Mittel ständig: 1898 nutzten die Bahn 356.747 Fahrgäste, 1935: waren es nur noch 143.053.
Mit der Inbetriebnahme der Straßenbahn und der Verlegung des Staatsbahnhofs 1908 verlor die Kleinbahn für den Innerstädtischen Verkehr in Bad Kreuznach zunehmend an Bedeutung.
Im Ersten Weltkrieg konnte der Betrieb unter Schwierigkeiten aufrechterhalten werden. Die Inflationszeit 1922/1923 setzte ihm dann aber schwer zu, so dass nur noch werktags und dann auf jeder der beiden Strecken nur noch zwei Zugpaare gefahren wurden. Die Krise dauerte bis 1925 an. 1926 verkehrten fünf Zugpaare und auf der Strecke nach Winterburg gab es auch wieder Sonntagsverkehr.

### Bahnpost
Am 1. Oktober 1900 wurde der Bahnpostbetrieb aufgenommen. Die Züge führten Wagen, an denen Briefkästen angebracht waren und die bei Ankunft sofort geleert wurden. Diese Sendungen erhielten einen eigenen Bahnpoststempel.

### Güterverkehr

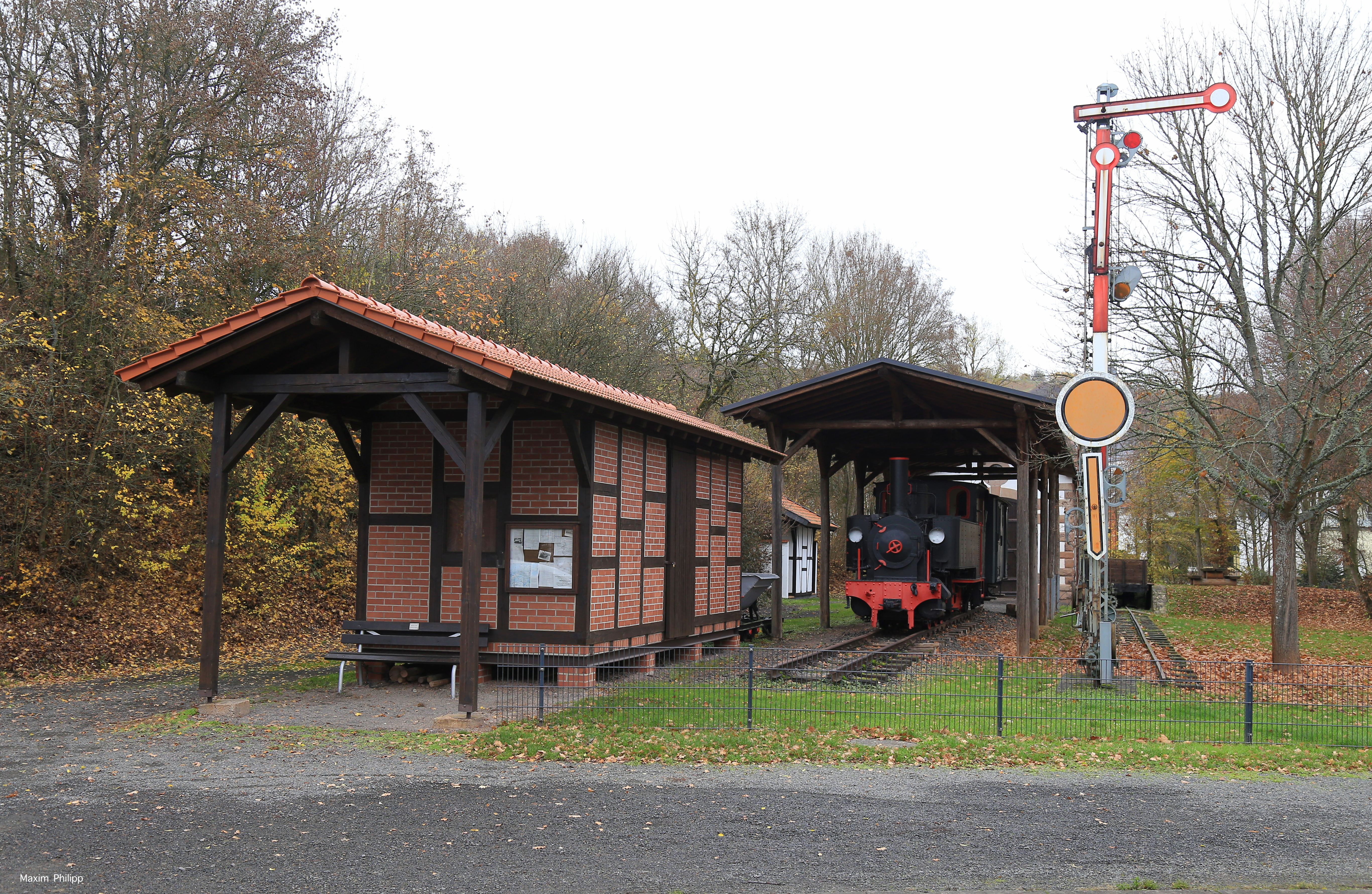
Alter Güterschuppen des Bahnhof Winterburg, umgesetzt nach Bockenau. (November 2020).

Frachten mussten von der und auf die normalspurige Staatsbahn im Güterbahnhof von Bad Kreuznach umgeladen werden. Mindestens auf einem Teil der Strecken wurden im Güterverkehr auch normalspurige Güterwagen auf Rollböcke verladen und befördert. Güterabfertigungen hatten die Stationen Bad Kreuznach, Rüdesheim, Weinsheim, Sponheim, Bockenau, Winterburg, Hargesheim, Roxheim, Gutenberg und Wallhausen. Entgegen den Erwartungen führte der Bahnbau nicht dazu, dass sich zusätzliches Gewerbe ansiedelte. Der Umfang des Güterverkehrs blieb so immer begrenzt.

## Fahrzeuge
Zu Betriebsbeginn gab es zunächst zwei Lokomotiven, aber noch im Eröffnungsjahr wurde eine dritte hinzu gekauft. Es handelte sich um Kastenlokomotiven, wie sie bei Dampfstraßenbahnen eingesetzt wurden, die später zu Tenderlokomotiven umgebaut wurden. Insgesamt – aber nie alle zusammen – verkehrten während der gesamten Betriebszeit neun Lokomotiven auf der Kreuznacher Kleinbahn. Als letzte wurde 1920 die Lok 1 (II) beschafft (Krauss 1920/7651), die heute in Bockenau besichtigt werden kann. Die Waggons der Bahn stammten von der Düsseldorfer Waggonfabrik Carl Weyer und Cie. 
Die beiden heute in Bockenau ausgestellten Wagen verkehrten nie auf der Kreuznacher Kleinbahn. Der Gepäckwagen stammt von der meterspurigen Filderbahn und wurde von DGEG für einen geplanten Einsatz auf der Jagsttalbahn umgespurt. Der Flachwagen stammt aus Österreich.

## Bahn der WEG und Nachfolger
Zum 1. April 1900 verkaufte der Landkreis die Bahn an die Westdeutsche Eisenbahn-Gesellschaft (WEG), die den Eisenbahnbetrieb sofort übernahm. Die Umschreibung der Betriebsgrundstücke auf die neue Eigentümerin zögerte sich allerdings noch bis 1905 hinaus. Die Bahn firmierte nun unter Kreuznacher Kleinbahnen. Die WEG hatte beim Kauf zugesagt, das Netz der Bahn zu erweitern. In der Folge wurde eine Strecke vom Güterbahnhof über Bretzenheim nach Langenlonsheim (Kloningersmühle) vermessen, das Projekt dann aber nicht weiter geführt. 1909 und erneut 1921 wurde die Elektrifizierung der Strecken erwogen, dann aber nicht durchgeführt.
1928 fusionierte die WEG mit der AG für Verkehrswesen. Die neue Gesellschaft firmierte unter Vereinigte Kleinbahn AG Berlin. Für die Kreuznacher Kleinbahn war deren Niederlassung in Köln zuständig.

## Stilllegung

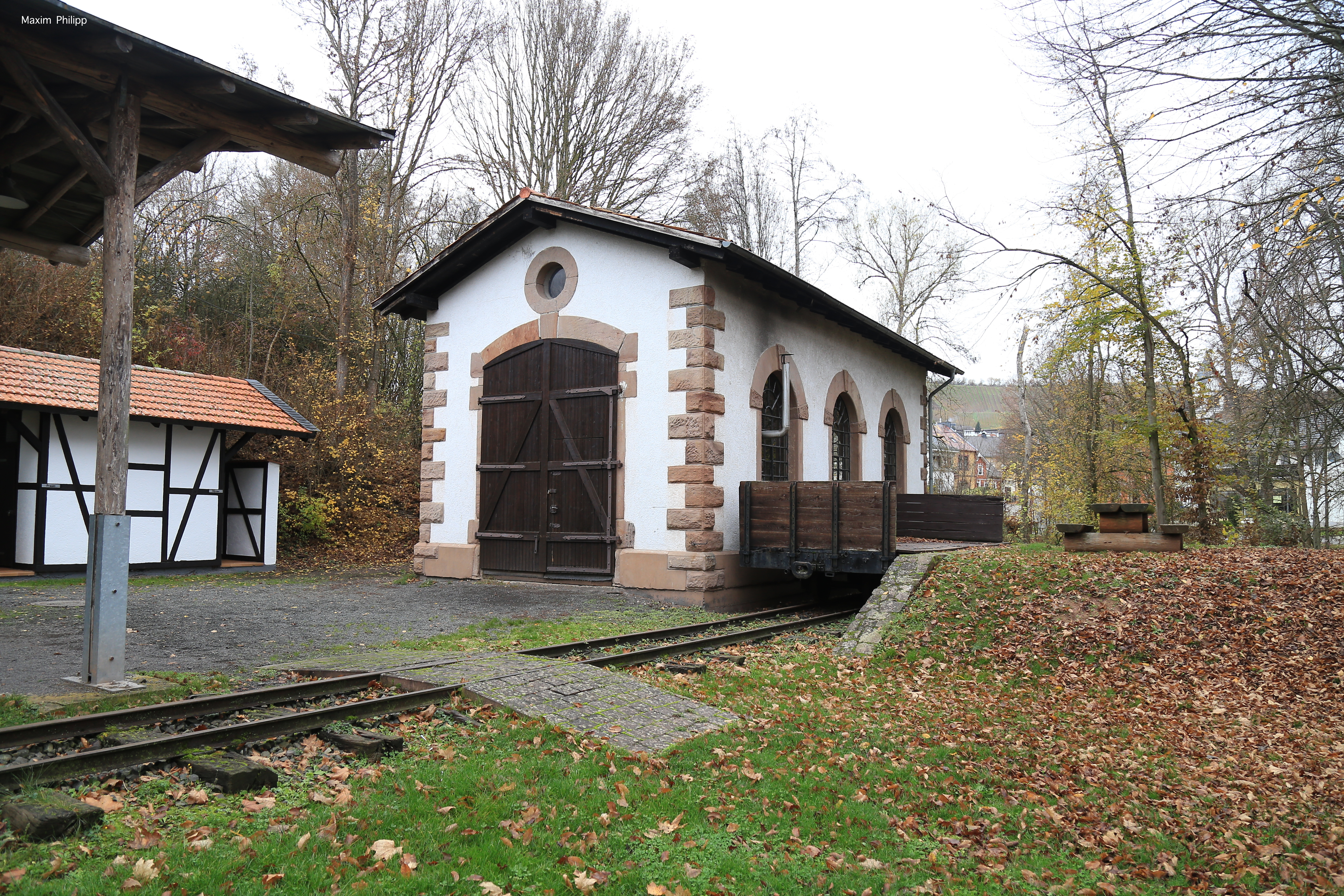
Alter Lokschuppen des Bahnhof Wallhausen, umgesetzt nach Bockenau. (November 2020)

Von der wirtschaftlichen Krise der 1920er Jahre erholte sich die Kleinbahn nur schwer; zeitweise drohte schon damals die Stilllegung, die für die Strecke nach Wallhausen sogar schon genehmigt war. Eine andere, wachsende Bedrohung für den Bestand der Bahn war der Aufschwung des Straßenverkehrs. So war der 31. Juli 1936 letzter Betriebstag der Kreuznacher Kleinbahnen, die am folgenden Tag stillgelegt wurde. Den Personenverkehr stellten von da ab vier Omnibusse, den Güterverkehr ein Lastkraftwagen der Deutschen Reichsbahn sicher. Die Eisenbahninfrastruktur wurden unmittelbar nach Stilllegung zurückgebaut, das Rollmaterial verkauft und mit der Reichsbahn verfrachtet.

## Wissenswert
- Im Volksmund trug die Bahn die Bezeichnung „Klickerbahn“.[42]
- Das Kleinbahnmuseum Bockenau bewahrt das Andenken an die Bahn.[43]